# Adelphicos sargii
Adelphicos sargii (риюча змія Саргі) — вид змій родини полозових (Colubridae). Мешкає в Мексиці і Гватемалі.

## Поширення і екологія
Риючі змії Саргі мешкають на тихоокеанських схилах гір Сьєрра-Мадре-де-Чіапас в Чіапасі і Гватемалі. Вони живуть у вологих гірських тропічних лісах. трапляються на плантаціях і в садах. Зустрічаються на висоті від 500 до 1000 м над рівнем моря.